# Miguel Boock
Miguel Alessandro Boock (Amburgo, 31 maggio 1992) è un ex giocatore di football americano tedesco, che ha giocato come inside linebacker.
Dopo aver alternato fra il 2006 e il 2017 stagioni giocate con gli Hamburg Huskies e con i Kiel Baltic Hurricanes, nel 2018 si trasferisce agli Elmshorn Fighting Pirates e nel 2021 passa in ELF con gli Hamburg Sea Devils.

## Palmarès
- 1 EFL Bowl (Kiel Baltic Hurricanes, 2014)